# 第三产业
第三产业，或第三次产业、三次产业（英語：Tertiary sector of the economy），又稱服務業，是指位處一件產品的生产鏈中最上層的行业，這些行业在一件產品的生產鏈中擔任物流、分銷、中介等工作。第三產業需要接觸產品的終端顧客，是該產品自生產至供应市场的最後階段。

## 定义
一件產品的第三級產業是產品自生产至接触其終端顧客的最後階段。由于每樣產品都有自己獨有的生產鏈，所以第三級產業對於不同的產品而言有不同的意義，一部手机的生產鏈中的第三級產業為手机的物流、批发、分銷、維修，而對於一橦樓房來説，它的第三級產業就是房地产中介。
第三級產業需要接触產品的終端顧客，是該產品自生产至成品的最後階段，諸如餐飲、客運、分銷、藝術品拍賣、房地產中介，就分别是食品、交通工具、商品、藝術品、樓房這些產品的第三級產業。第三產業於已開發國家的生產總值比重約佔70%以上；於部分发展中國家比重大約55-65%。

### 概念性產品的例子
一些特殊的例子，例如教育、學術研究、科技研發、法律專業等行业便是教科書、教學工具、實驗工具、醫療工具這些操作性產品，和憲法、法律、科學理論這些概念性產品的第三級產業。由于概念性產品的生产过程很難釐定，因此概念性產品的相关行业有時会被另外歸類成第四產業。

## 中国第三產業分类
在《国民经济行业分类》（GB/T 4754-2017）中，第三产业分为15个门类，即自F門类到T門类，共计47个大类，为分类最多的产业。

### 资料
- 中华人民共和国国家质检总局和国家标准委《国民经济行业分类 （页面存档备份，存于）》（GB/T 4754－2017）
- 中华人民共和国国家统计局《三次产业划分规定 （页面存档备份，存于）》